# Kostelec nad Ohří
Kostelec nad Ohří je vesnice v okrese Litoměřice, kraj Ústecký, při pravém břehu řeky Ohře, zhruba 14 km západně od Roudnice nad Labem a 3,5 km východně od Libochovic. Spadá pod město Budyně nad Ohří.

## Historie

### Nejstarší dějiny
První záznamy o obci jsou spojeny s výstavbou kostela zasvěceného svatému Petru a Pavlu a fary v roce 1377. Po Bílé hoře byla většina obcí panství Libochovic vypálena, včetně obce Lhota, po níž zbyl jen místní název. Kostelec následně vlastnila 172 let německá šlechta, která ale podporovala osidlování českým obyvatelstvem.
Mlalcům patřil každý šestý strych. Na polní práce dostali půl sudu piva, pecen chleba, denně máz mouky, hrachu, žejdlík mléka. K roku 1797 je zápis v obecní kronice, že zde sloužil Jiří Zalaba, který ke svatbě dostal vědro piva a drůbež, podobně v roce 1798 je zaznamenáno, že děti Jakuba Šifaldy dostali ke svatebnímu veselí vepře a jedno vědro z panského pivovaru.

### Stavba kostela
V roce 1747 Ohře podemlela břeh vršku Frimberku a původní kostelík, který na něm stál, se zřítil. Budyňský děkan Leopold požádal pražského stavitele Kiliána Ignáce Dientzenhofera, jenž při návštěvě Doksan přijel do Kostelce posoudit terén, o vytvoření návrhu nového kostela jižněji od původního místa. V roce 1749 byla zahájena stavba po schválení majitelem panství Karlem Ditrichsteinem. Stavba trvala 9 let a stála 13 570 zlatých, což je přibližně roční výnos libochovického panství. Všechny práce provedli místní čeští i pruští zedníci, kameníci, klenbaři a tesaři. Kostel vysvětil v témže roce Emanuel Arnošt z Valdštejna.
Současně s kostelem se obnovila fara. Střídavě byla obydlena, opuštěna a posléze přivtělena k budyňské faře. Důvodem byl desátek, který do té doby odváděl Jan z Hazmburka z polí Mileticka, jež zaniklo povodní a tamní mlýn se už neobnovil. Do Kostelce byl přidělen kněz Jan Kozlovský z Kozlů, ale pro zdejší chudobu opět odešel a pražskému arcibiskupovi Janovi zaslal stížnost tohoto znění: „Kostelecká fara je sirota bezvěnná. Ubožačka polovinu věna nemá, řečeno jak žádná jiná nemůže vyženiti svého práva. Desátek i část polí si přisvojil děkani Budyňští. Tak jak předci naši vystavěli a předali nám dědictví máme je mi udržovati zachovati pro naše děti, vnuky.“

### Moderní doba
Roku 1848 udělil císař selskému lidu svobodu, když zrušil robotu. Poslední rychtář Antonín Kořán z čp. 5 byl i prvním starostou, posledním Jan Káně z čp. 32. Zastupitelstvo obce pronajalo domkářům půdu ve Skaličkách. Roku 1866 padl v bitvě u Hradce Králové vojín Antonín Tlustý, ale až roku 1881 byl u soudu prohlášen za mrtvého a pozůstalost připadla jeho sestře Františce.
V roce 1869 založilo zastupitelstvo a starosta František Tlustý z čp. 4 při cestě do Brníkova cihelnu nákladem 1326 zlatých. Při stavbě silnice do Roudníčku překážel domek Jana Valiny. Tento se zbořil a obec postavila nový též s čp. 22. Děti byly každou třetí neděli vyučovány v obecním domku čp. 7 učitelem Pšeničkou z Brníkova. Teprve roku 1875 na žádost zastupitelstva byly přiděleny do školy v Budyni. Cesta do ní vedla poli, kde stála socha sedláka z pískovce. Zbytky z této sochy jsou podstavcem pro boží muka na konci vršku Frimberka. Výbor města Budyně má z této doby záznam, že obec Kostelec zaplatí 44 zlatých za dříví škole. Na svátek Svaté trojice šla celá obec ohledat pořádek v obci a hlavně mezníky, zda jsou na svém místě (za posunutí byla velká pokuta). Poté šli do hospody čp. 23 slavit tzv. Doušky.
Posledním kronikářem obce Kostelec byl František Prošek (1906–1969) z čp. 24. Originál kroniky byl předán státním úřadům, nicméně byl poté ztracen.

## Obyvatelstvo
|           | 1869 | 1880 | 1890 | 1900 | 1910 | 1921 | 1930 | 1950 | 1961 | 1970 | 1980 | 1991 | 2001 | 2011 |
| --------- | ---- | ---- | ---- | ---- | ---- | ---- | ---- | ---- | ---- | ---- | ---- | ---- | ---- | ---- |
| Obyvatelé | 179  | 201  | 194  | 253  | 288  | 308  | 274  | 189  | 186  | 143  | 111  | 83   | 88   | 107  |
| Domy      | 30   | 35   | 35   | 36   | 45   | 45   | 54   | 55   | 52   | 47   | 43   | 56   | 55   | 56   |

## Pamětihodnosti
- Kostel Svatého Petra a Pavla od pražského stavitele Kiliána Ignáce Dientzenhofera[zdroj?]

## Zaniklé obce
- Lhota - zanikla po Bílé hoře vypálením švédskými vojsky, zůstal místní název
- Miletice - zanikla po povodni, původně na břehu Ohře směrem na Budyni. Zůstal místní název a známá písnička.